# Giải vô địch bóng đá thế giới 1958
Giải bóng đá vô địch thế giới 1958 (tên chính thức là 1958 Football World Cup - Sweden / Sverige 1958) là giải bóng đá vô địch thế giới lần thứ 6 và đã được tổ chức từ ngày 8 tháng 6 đến 29 tháng 6 năm 1958 tại Thụy Điển. Đây là lần thứ tư giải bóng đá vô địch thế giới được tổ chức tại châu Âu sau các năm 1934 tại Ý, 1938 tại Pháp, 1954 tại Thụy Sĩ và là lần đầu tiên được tổ chức tại một quốc gia thuộc bán đảo Scandinavia.
Sau 35 trận đấu, với cầu thủ trẻ Pelé trong đội, Brasil lần đầu tiên đã trở thành vô địch thế giới và Brasil trở thành đội bóng Nam Mỹ đầu tiên vô địch giải đấu này tại châu Âu.

## Vòng loại
Xem thêm: Vòng loại Giải vô địch bóng đá thế giới 1958
53 đội bóng tham dự vòng loại và được chia theo các châu lục để chọn ra 14 đội vào vòng chung kết cùng với nước chủ nhà Thụy Điển và đội đương kim vô địch thế giới CHLB Đức.
World Cup lần này ghi nhận sự tham gia và vượt qua vòng loại ngay lần đầu tiên của Liên Xô, cùng với sự có mặt ở vòng chung kết của tất cả các đội bóng thuộc Liên hiệp vương quốc Anh: Anh, Scotland, xứ Wales và Bắc Ireland. Bắc Ireland đã lập thành tích loại Ý ra khỏi vòng chung kết. Đây là lần đầu tiên Ý không lọt được vào vòng chung kết.
Bên cạnh các trận đấu loại diễn ra chủ yếu ở châu Âu, xứ Wales tuy xếp thứ hai trong bảng đấu loại (sau Tiệp Khắc) nhưng được quyền tham dự trận đấu tranh vé vớt với Israel sau khi Israel vượt qua vòng loại mà không phải đấu một trận nào vì các đối thủ Thổ Nhĩ Kỳ, Indonesia và Sudan đều bỏ cuộc. FIFA đã bổ sung một điều luật là không có đội tuyển nào có quyền vượt qua vòng loại mà không phải đấu trận nào, vì rất nhiều đội tuyển vượt qua vòng loại tại các World Cup trước mà không phải thi đấu do đối thủ bỏ cuộc. Xứ Wales đã thắng trận tranh vé vớt.
Ngày 8 tháng 2, Lennart Hyland và Sven Jerring đã đưa ra kết quả bốc thăm. Các đội tham gia vòng chung kết được chia thành 4 bảng.

## Các sân vận động
| Göteborg         | Solna (khu vực Stockholm)                                                                      | Malmö                                                                                          | Helsingborg      |
| ---------------- | ---------------------------------------------------------------------------------------------- | ---------------------------------------------------------------------------------------------- | ---------------- |
| Ullevi           | Sân vận động Råsunda                                                                           | Sân vận động Malmö                                                                             | Olympia          |
| Sức chứa: 53.500 | Sức chứa: 52.400                                                                               | Sức chứa: 30.000                                                                               | Sức chứa: 27.000 |
|                  |                                                                                                |                                                                                                |                  |
| Eskilstuna       | BoråsEskilstunaGöteborgHalmstadHelsingborgMalmöNorrköpingÖrebroSandvikenSolnaUddevallaVästerås | BoråsEskilstunaGöteborgHalmstadHelsingborgMalmöNorrköpingÖrebroSandvikenSolnaUddevallaVästerås | Norrköping       |
| Tunavallen       | BoråsEskilstunaGöteborgHalmstadHelsingborgMalmöNorrköpingÖrebroSandvikenSolnaUddevallaVästerås | BoråsEskilstunaGöteborgHalmstadHelsingborgMalmöNorrköpingÖrebroSandvikenSolnaUddevallaVästerås | Idrottsparken    |
| Sức chứa: 22.000 | BoråsEskilstunaGöteborgHalmstadHelsingborgMalmöNorrköpingÖrebroSandvikenSolnaUddevallaVästerås | BoråsEskilstunaGöteborgHalmstadHelsingborgMalmöNorrköpingÖrebroSandvikenSolnaUddevallaVästerås | Sức chứa: 20.000 |
|                  | BoråsEskilstunaGöteborgHalmstadHelsingborgMalmöNorrköpingÖrebroSandvikenSolnaUddevallaVästerås | BoråsEskilstunaGöteborgHalmstadHelsingborgMalmöNorrköpingÖrebroSandvikenSolnaUddevallaVästerås |                  |
| Sandviken        | BoråsEskilstunaGöteborgHalmstadHelsingborgMalmöNorrköpingÖrebroSandvikenSolnaUddevallaVästerås | BoråsEskilstunaGöteborgHalmstadHelsingborgMalmöNorrköpingÖrebroSandvikenSolnaUddevallaVästerås | Uddevalla        |
| Jernvallen       | BoråsEskilstunaGöteborgHalmstadHelsingborgMalmöNorrköpingÖrebroSandvikenSolnaUddevallaVästerås | BoråsEskilstunaGöteborgHalmstadHelsingborgMalmöNorrköpingÖrebroSandvikenSolnaUddevallaVästerås | Rimnersvallen    |
| Sức chứa: 20.000 | BoråsEskilstunaGöteborgHalmstadHelsingborgMalmöNorrköpingÖrebroSandvikenSolnaUddevallaVästerås | BoråsEskilstunaGöteborgHalmstadHelsingborgMalmöNorrköpingÖrebroSandvikenSolnaUddevallaVästerås | Sức chứa: 17.778 |
|                  | BoråsEskilstunaGöteborgHalmstadHelsingborgMalmöNorrköpingÖrebroSandvikenSolnaUddevallaVästerås | BoråsEskilstunaGöteborgHalmstadHelsingborgMalmöNorrköpingÖrebroSandvikenSolnaUddevallaVästerås |                  |
| Borås            | Halmstad                                                                                       | Örebro                                                                                         | Västerås         |
| Ryavallen        | Örjans Vall                                                                                    | Eyravallen                                                                                     | Arosvallen       |
| Sức chứa: 15.000 | Sức chứa: 15.000                                                                               | Sức chứa: 13.000                                                                               | Sức chứa: 10.000 |
|                  |                                                                                                |                                                                                                |                  |

## Trọng tài
Danh sách 22 trọng tài tham gia điều khiển các trận đấu của giải vô địch bóng đá thế giới 1958.
| Châu Âu - Fritz Seipelt - Lucien van Nuffel - Martin Macko - Carl Jørgensen - Arthur Ellis - Reginald Leafe - Arne Eriksson - Maurice Guigue - István Zsolt - Vincenzo Orlandini - Jan Bronkhorst - Joaquim Campos | - Jack Mowat - Juan Garay Gardeazábal - Sten Ahlner - Raymond Wyssling - Nikolai Latyshev - Mervyn Griffiths - Leo Lemesić Nam Mỹ - Juan Brozzi - José Maria Codesal |

## Phân nhóm
| Nhóm Tây Âu                       | Nhóm Đông Âu                             | Nhóm Liên hiệp Anh                     | Nhóm châu Mỹ                             |
| --------------------------------- | ---------------------------------------- | -------------------------------------- | ---------------------------------------- |
| - Thụy Điển - Tây Đức - Áo - Pháp | - Tiệp Khắc - Hungary - Liên Xô - Nam Tư | - Anh - Bắc Ireland - Scotland - Wales | - Argentina - Brasil - México - Paraguay |

## Vòng bảng

### Bảng 1
| Đội         | Tr | T | H | B | BT | BB | Đ |
| ----------- | -- | - | - | - | -- | -- | - |
| Tây Đức     | 3  | 1 | 2 | 0 | 7  | 5  | 4 |
| Bắc Ireland | 3  | 1 | 1 | 1 | 4  | 5  | 3 |
| Tiệp Khắc   | 3  | 1 | 1 | 1 | 8  | 4  | 3 |
| Argentina   | 3  | 1 | 0 | 2 | 5  | 10 | 2 |

- Do bằng điểm nhau nên Bắc Ireland và Tiệp Khắc đấu thêm một trận.

| Argentina   | 1–3      | Tây Đức                    |
| ----------- | -------- | -------------------------- |
| Corbatta 3' | Chi tiết | Rahn 32', 79' · Seeler 42' |

| Bắc Ireland | 1–0      | Tiệp Khắc |
| ----------- | -------- | --------- |
| Cush 21'    | Chi tiết |           |

| Tây Đức                | 2–2      | Tiệp Khắc                      |
| ---------------------- | -------- | ------------------------------ |
| Schäfer 60' · Rahn 71' | Chi tiết | Dvořák 24' (ph.đ.) · Zikán 42' |

| Argentina                                      | 3–1      | Bắc Ireland  |
| ---------------------------------------------- | -------- | ------------ |
| Corbatta 37' (ph.đ.) · Menéndez 56' · Avio 60' | Chi tiết | McParland 4' |

| Tây Đức               | 2–2      | Bắc Ireland        |
| --------------------- | -------- | ------------------ |
| Rahn 20' · Seeler 78' | Chi tiết | McParland 18', 60' |

| Tiệp Khắc                                                    | 6–1      | Argentina            |
| ------------------------------------------------------------ | -------- | -------------------- |
| Dvořák 8' · Zikán 17', 39' · Feureisl 68' · Hovorka 81', 89' | Chi tiết | Corbatta 64' (ph.đ.) |

#### Play-off
| Bắc Ireland        | 2–1 (s.h.p.) | Tiệp Khắc |
| ------------------ | ------------ | --------- |
| McParland 44', 97' | Chi tiết     | Zikán 18' |

### Bảng 2
| Đội      | Tr | T | H | B | BT | BB | Đ |
| -------- | -- | - | - | - | -- | -- | - |
| Pháp     | 3  | 2 | 0 | 1 | 11 | 7  | 4 |
| Nam Tư   | 3  | 1 | 2 | 0 | 7  | 6  | 4 |
| Paraguay | 3  | 1 | 1 | 1 | 9  | 12 | 3 |
| Scotland | 3  | 0 | 1 | 2 | 4  | 6  | 1 |

- Pháp xếp trên Nam Tư.

| Pháp                                                                           | 7–3      | Paraguay                               |
| ------------------------------------------------------------------------------ | -------- | -------------------------------------- |
| Fontaine 24', 30', 67' · Piantoni 52' · Wisnieski 61' · Kopa 70' · Vincent 83' | Chi tiết | Amarilla 20', 44' (ph.đ.) · Romero 50' |

| Nam Tư       | 1–1      | Scotland   |
| ------------ | -------- | ---------- |
| Petaković 6' | Chi tiết | Murray 49' |

| Nam Tư                               | 3–2      | Pháp             |
| ------------------------------------ | -------- | ---------------- |
| Petaković 16' · Veselinović 63', 88' | Chi tiết | Fontaine 4', 85' |

| Paraguay                        | 3–2      | Scotland                |
| ------------------------------- | -------- | ----------------------- |
| Agüero 4' · Ré 45' · Parodi 73' | Chi tiết | Mudie 24' · Collins 74' |

| Pháp                    | 2–1      | Scotland  |
| ----------------------- | -------- | --------- |
| Kopa 22' · Fontaine 44' | Chi tiết | Baird 58' |

| Paraguay                             | 3–3      | Nam Tư                                        |
| ------------------------------------ | -------- | --------------------------------------------- |
| Parodi 20' · Agüero 52' · Romero 80' | Chi tiết | Ognjanović 18' · Veselinović 21' · Rajkov 73' |

### Bảng 3
| Đội       | Tr | T | H | B | BT | BB | Đ |
| --------- | -- | - | - | - | -- | -- | - |
| Thụy Điển | 3  | 2 | 1 | 0 | 5  | 1  | 5 |
| Wales     | 3  | 0 | 3 | 0 | 2  | 2  | 3 |
| Hungary   | 3  | 1 | 1 | 1 | 6  | 3  | 3 |
| México    | 3  | 0 | 1 | 2 | 1  | 8  | 1 |

- Do bằng điểm nhau nên Xứ Wales và Hungary đấu thêm một trận.

| Thụy Điển                                 | 3–0    | México |
| ----------------------------------------- | ------ | ------ |
| Simonsson 17', 64' · Liedholm 57' (ph.đ.) | Report |        |

| Hungary   | 1–1      | Wales          |
| --------- | -------- | -------------- |
| Bozsik 5' | Chi tiết | J. Charles 27' |

| México       | 1–1      | Wales            |
| ------------ | -------- | ---------------- |
| Belmonte 89' | Chi tiết | I. Allchurch 32' |

| Thụy Điển       | 2–1      | Hungary   |
| --------------- | -------- | --------- |
| Hamrin 34', 55' | Chi tiết | Tichy 77' |

| Thụy Điển | 0–0      | Wales |
| --------- | -------- | ----- |
|           | Chi tiết |       |

| Hungary                                    | 4–0      | México |
| ------------------------------------------ | -------- | ------ |
| Tichy 19', 46' · Sándor 54' · Bencsics 69' | Chi tiết |        |

#### Play-off
| Wales                         | 2–1      | Hungary   |
| ----------------------------- | -------- | --------- |
| I. Allchurch 55' · Medwin 76' | Chi tiết | Tichy 33' |

### Bảng 4
| Đội     | Tr | T | H | B | BT | BB | Đ |
| ------- | -- | - | - | - | -- | -- | - |
| Brasil  | 3  | 2 | 1 | 0 | 5  | 0  | 5 |
| Liên Xô | 3  | 1 | 1 | 1 | 4  | 4  | 3 |
| Anh     | 3  | 0 | 3 | 0 | 4  | 4  | 3 |
| Áo      | 3  | 0 | 1 | 2 | 2  | 7  | 1 |

- Do bằng điểm nhau nên Liên Xô và Anh đấu thêm một trận.

| Brasil                                | 3–0      | Áo |
| ------------------------------------- | -------- | -- |
| Altafini 37', 85' · Nílton Santos 50' | Chi tiết |    |

| Liên Xô                      | 2–2      | Anh                            |
| ---------------------------- | -------- | ------------------------------ |
| Simonyan 13' · A. Ivanov 56' | Chi tiết | Kevan 66' · Finney 85' (ph.đ.) |

| Brasil | 0–0      | Anh |
| ------ | -------- | --- |
|        | Chi tiết |     |

Đây là trận hòa không bàn thắng đầu tiên trong lịch sử giải vô địch bóng đá thế giới.
| Liên Xô                   | 2–0      | Áo |
| ------------------------- | -------- | -- |
| Ilyin 15' · V. Ivanov 62' | Chi tiết |    |

| Anh                    | 2–2      | Áo                      |
| ---------------------- | -------- | ----------------------- |
| Haynes 56' · Kevan 74' | Chi tiết | Koller 15' · Körner 71' |

| Brasil       | 2–0      | Liên Xô |
| ------------ | -------- | ------- |
| Vavá 3', 77' | Chi tiết |         |

#### Play-off
| Liên Xô   | 1–0      | Anh |
| --------- | -------- | --- |
| Ilyin 69' | Chi tiết |     |

## Vòng đấu loại trực tiếp
|  | Tứ kết                  | Tứ kết                  |                    |   | Bán kết       | Bán kết                 |                         |  | Chung kết | Chung kết |
|  |                         |                         |                    |   |               |                         |                         |  |           |           |
|  | 19 tháng 6 – Gothenburg |                         |                    |   |               |                         |                         |  |           |           |
|  |                         |                         |                    |   |               |                         |                         |  |           |           |
|  | Brasil                  | 1                       |                    |   |               |                         |                         |  |           |           |
|  | Brasil                  | 1                       | 24 tháng 6 – Solna |   |               |                         |                         |  |           |           |
|  | Wales                   | 0                       |                    |   |               |                         |                         |  |           |           |
|  | Wales                   | 0                       | Brasil             | 5 |               |                         |                         |  |           |           |
|  | 19 tháng 6 – Norrköping |                         | Brasil             | 5 |               |                         |                         |  |           |           |
|  |                         |                         | Pháp               | 2 |               |                         |                         |  |           |           |
|  | Pháp                    | 4                       | Pháp               | 2 |               |                         |                         |  |           |           |
|  | Pháp                    | 4                       | 29 tháng 6 – Solna |   |               |                         |                         |  |           |           |
|  | Bắc Ireland             | 0                       |                    |   |               |                         |                         |  |           |           |
|  | Bắc Ireland             | 0                       | Brasil             | 5 |               |                         |                         |  |           |           |
|  | 19 tháng 6 – Solna      |                         | Brasil             | 5 |               |                         |                         |  |           |           |
|  |                         | Thụy Điển               | 2                  |   |               |                         |                         |  |           |           |
|  | Thụy Điển               | Thụy Điển               | 2                  | 2 |               |                         |                         |  |           |           |
|  | Thụy Điển               | 24 tháng 6 – Gothenburg |                    | 2 |               |                         |                         |  |           |           |
|  | Liên Xô                 | 0                       |                    |   |               |                         |                         |  |           |           |
|  | Liên Xô                 | 0                       | Thụy Điển          | 3 | Tranh hạng ba | Tranh hạng ba           |                         |  |           |           |
|  | 19 tháng 6 – Malmö      |                         | Thụy Điển          | 3 | Tranh hạng ba | Tranh hạng ba           |                         |  |           |           |
|  |                         |                         | Tây Đức            | 1 |               | 28 tháng 6 – Gothenburg | 28 tháng 6 – Gothenburg |  |           |           |
|  | Tây Đức                 | 1                       | Tây Đức            | 1 |               | 28 tháng 6 – Gothenburg | 28 tháng 6 – Gothenburg |  |           |           |
|  | Tây Đức                 | 1                       |                    |   | Pháp          | 6                       |                         |  |           |           |
|  | Nam Tư                  | 0                       |                    |   | Pháp          | 6                       |                         |  |           |           |
|  | Nam Tư                  | 0                       | Tây Đức            | 3 |               |                         |                         |  |           |           |
|  |                         |                         |                    | 3 |               |                         |                         |  |           |           |

### Tứ kết
| Brasil   | 1–0      | Wales |
| -------- | -------- | ----- |
| Pelé 66' | Chi tiết |       |

| Pháp                                             | 4–0      | Bắc Ireland |
| ------------------------------------------------ | -------- | ----------- |
| Wisnieski 22' · Fontaine 55', 63' · Piantoni 68' | Chi tiết |             |

| Thụy Điển                  | 2–0      | Liên Xô |
| -------------------------- | -------- | ------- |
| Hamrin 49' · Simonsson 88' | Chi tiết |         |

| Tây Đức  | 1–0      | Nam Tư |
| -------- | -------- | ------ |
| Rahn 12' | Chi tiết |        |

### Bán kết
| Brasil                                  | 5–2      | Pháp                       |
| --------------------------------------- | -------- | -------------------------- |
| Vavá 2' · Didi 39' · Pelé 52', 64', 75' | Chi tiết | Fontaine 9' · Piantoni 83' |

| Thụy Điển                            | 3–1      | Tây Đức     |
| ------------------------------------ | -------- | ----------- |
| Skoglund 32' · Gren 81' · Hamrin 88' | Chi tiết | Schäfer 24' |

### Tranh hạng ba
| Pháp                                                       | 6–3      | Tây Đức                                  |
| ---------------------------------------------------------- | -------- | ---------------------------------------- |
| Fontaine 16', 36', 50', 89' · Kopa 27' (ph.đ.) · Douis 78' | Chi tiết | Cieslarczyk 18' · Rahn 52' · Schäfer 84' |

### Chung kết
| Brasil                                     | 5–2      | Thụy Điển                   |
| ------------------------------------------ | -------- | --------------------------- |
| Vavá 9', 32' · Pelé 55', 90' · Zagallo 68' | Chi tiết | Liedholm 4' · Simonsson 80' |

## Vô địch
| Vô địch World Cup 1958 Brasil Lần đầu |

## Danh sách cầu thủ ghi bàn
13 bàn
- Just Fontaine

| 6 bàn - Pelé - Helmut Rahn | 5 bàn - Vavá - Peter McParland | 4 bàn - Zdeněk Zikán - Lajos Tichy - Kurt Hamrin - Agne Simonsson |

3 bàn
| - Omar Oreste Corbatta - Raymond Kopa | - Roger Piantoni - Hans Schäfer | - Todor Veselinović |

2 bàn
| - José Altafini - Milan Dvořák - Václav Hovorka - Derek Kevan - Maryan Wisnieski | - Juan Bautista Agüero - Florencio Amarilla - José Parodi - Jorge Lino Romero - Aleksandr Ivanov | - Nils Liedholm - Ivor Allchurch - Uwe Seeler - Aleksandar Petaković |

1 bàn
| - Ludovico Avio - Norberto Menéndez - Karl Koller - Alfred Körner - Didi - Nílton Santos - Mário Zagallo - Jiří Feureisl - Tom Finney - Johnny Haynes - Yvon Douis | - Jean Vincent - József Bencsics - József Bozsik - Károly Sándor - Jaime Belmonte - Wilbur Cush - Cayetano Ré - Sammy Baird - Bobby Collins - Jackie Mudie - Jimmy Murray | - Anatoli Ilyin - Valentin Ivanov - Nikita Simonyan - Gunnar Gren - Lennart Skoglund - John Charles - Terry Medwin - Hans Cieslarczyk - Radivoje Ognjanović - Zdravko Rajkov |

## Bảng xếp hạng giải đấu
| Hạng                | Đội         | Bg | P | T | H | B | BT | BB | HS  | Đ  |
| ------------------- | ----------- | -- | - | - | - | - | -- | -- | --- | -- |
| 1                   | Brasil      | 4  | 6 | 5 | 1 | 0 | 16 | 4  | +12 | 11 |
| 2                   | Thụy Điển   | 3  | 6 | 4 | 1 | 1 | 12 | 7  | +5  | 9  |
| 3                   | Pháp        | 2  | 6 | 4 | 0 | 2 | 23 | 15 | +8  | 8  |
| 4                   | Tây Đức     | 1  | 6 | 2 | 2 | 2 | 12 | 14 | −2  | 6  |
| Bị loại ở tứ kết    |             |    |   |   |   |   |    |    |     |    |
| 5                   | Nam Tư      | 2  | 4 | 1 | 2 | 1 | 7  | 7  | 0   | 4  |
| 6                   | Wales       | 3  | 4 | 0 | 3 | 1 | 2  | 3  | −1  | 3  |
| 7                   | Liên Xô     | 4  | 4 | 1 | 1 | 2 | 4  | 6  | −2  | 3  |
| 8                   | Bắc Ireland | 1  | 4 | 1 | 1 | 2 | 4  | 9  | −5  | 3  |
| Bị loại ở vòng bảng |             |    |   |   |   |   |    |    |     |    |
| 9                   | Tiệp Khắc   | 1  | 3 | 1 | 1 | 1 | 8  | 4  | +4  | 3  |
| 10                  | Hungary     | 3  | 3 | 1 | 1 | 1 | 6  | 3  | +3  | 3  |
| 11                  | Anh         | 4  | 3 | 0 | 3 | 0 | 4  | 4  | 0   | 3  |
| 12                  | Paraguay    | 2  | 3 | 1 | 1 | 1 | 9  | 12 | −3  | 3  |
| 13                  | Argentina   | 1  | 3 | 1 | 0 | 2 | 5  | 10 | −5  | 2  |
| 14                  | Scotland    | 2  | 3 | 0 | 1 | 2 | 4  | 6  | −2  | 1  |
| 15                  | Áo          | 4  | 3 | 0 | 1 | 2 | 2  | 7  | −5  | 1  |
| 16                  | México      | 3  | 3 | 0 | 1 | 2 | 1  | 8  | −7  | 1  |